# Катлін Мартіні
Катлін Мартіні (нім. Cathleen Martini, 27 травня 1982, Цвікау, Саксонія, НДР) — німецька бобслеїстка, пілот боба, дворазова чемпіонка світу, чотирьохразова чемпіонка Європи. Брала участь у зимовій Олімпіаді в Ванкувері, де її двійка була дискваліфікована після першого заїзду. Була також учасницею Олімпійських ігор у Сочі, де її двійка фінішувала сьомою.

Поза спортом працює прикордонником.